# 高橋雄一 (パソコン評論家)
高橋 雄一（たかはし ゆういち）は、日本のライター、パソコン研究家、PCアドバイザー、パソコンアドバイザー、パソコン評論家。1963年12月24日生。

## 経歴
1980年代のパソコン黎明期より月刊マイコン（電波新聞社）などでライターとして活動する。テレビ東京系列『パソコンサンデー』（1982年3月7日 - 1989年6月25日）に「パソコン評論家」としてレギュラー出演した。近年でも、TOKYO FMのラジオ番組などでパソコン関連のコメンテーターとして出演することがある。

## メディア出演
- テレビ東京系列『パソコンサンデー』 - レギュラー
- TOKYO FM『中西哲生のクロノス』（2012年5月2日、2014年4月8日、2015年7月28日、2016年1月13日、2016年2月3日）
- TOKYO FM『クロノス・フライデー』（2009年2月13日）
- JFN系列『OH! HAPPY MORNING』（2009年11月9日、2010円10月18日）